# Йоганнес Бровалліус
Йоганнес Бровалліус (фін. Johan Browallius; 1707—1755) — фінський і шведський лютеранський богослов, фізик, ботанік і друг шведського таксономіста Карла Ліннея.
Він був професором фізики в 1737—1746 роках, професором теології 1746–49 і єпископом Туркуської архієпархії, тодішньої Церковної єпархії Швеції, а також віце-канцлером Королівської академії в Турку з 1749 року до своєї смерті в 1755 році.

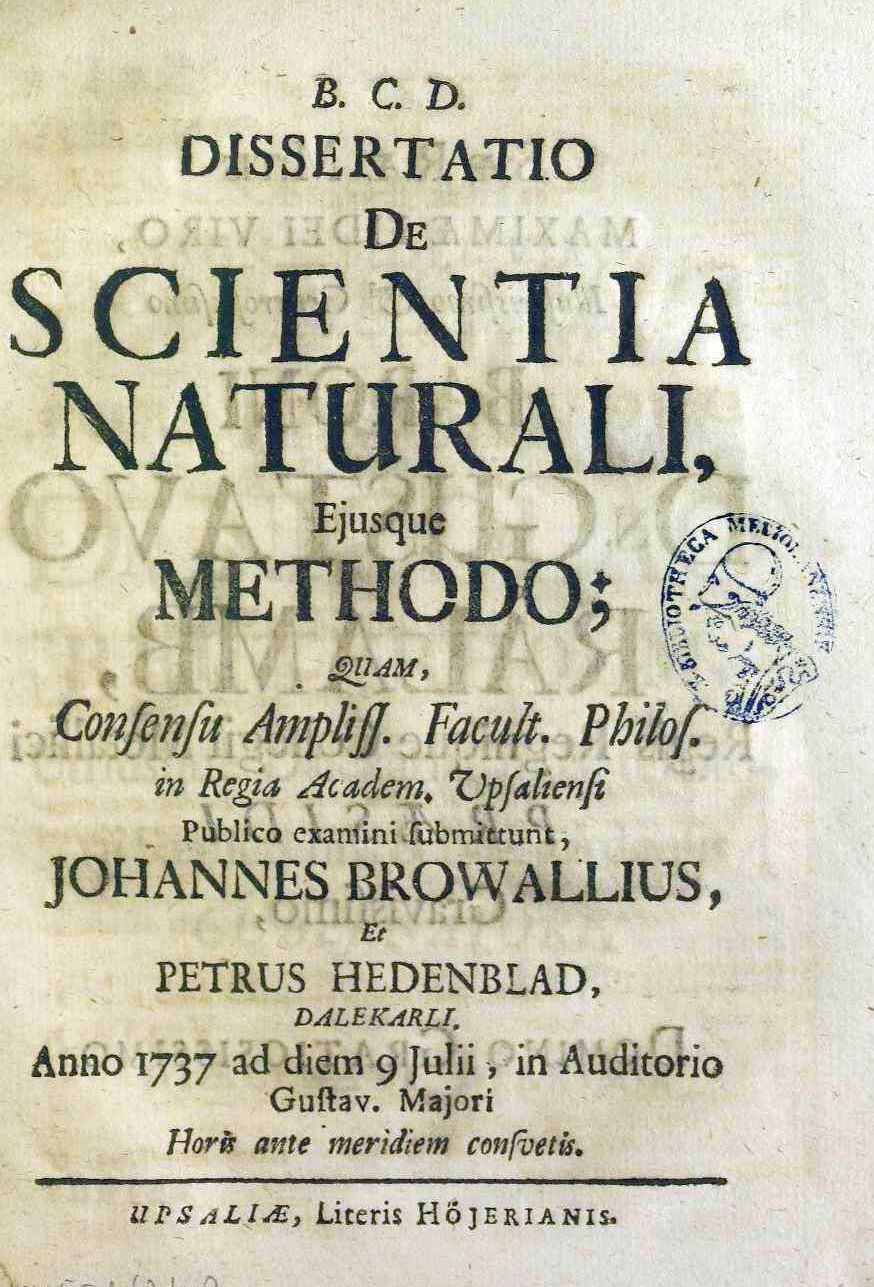
De scientia naturali, eiusque methodo, 1737